# Kord重機関銃
Kord重機関銃（コルドじゅうきかんじゅう、ロシア語: Пулемёт «Корд»（コルド機関銃）：Ковровские ОРужейники Дегтярёвцы（デグチャリョフ製コヴロフ設計銃）の略称）は、1998年にロシアが制式採用した口径12.7mmの重機関銃である。

## 概要
ソビエト連邦時代にはNSV重機関銃が車載用の12.7mm重機関銃として使用されており、その生産工場はカザフ・ソビエト社会主義共和国に存在していた。しかし、1991年のソビエト連邦の崩壊でカザフがカザフスタンとして独立すると、ロシアに対するNSVやその部品の供給が滞り、稼働率を維持できなくなってしまった。
これに対処するため、ロシアのデグチャリョフ設計局は、新型の歩兵支援・車載・対空用12.7mm重機関銃の設計を行い、1998年に制式採用された。
Kordの外見は前任のNSVに似ているが、ボルトのロッキング機構が垂直ティルト式からロテイティング式に変更されたりガス圧作動機構が変更されるなど内部構造が変わっているほか、反動軽減用のマズルブレーキが装着されているのが外見上の大きな特徴である。銃身も過熱に対する耐久性を増している。
これらの改良によってNSVに比べて反動が軽減されたため高い命中精度を有し、遠距離狙撃能力も高められている。それでいながら、作動機構は高い信頼性を有している。12.7mm口径の重機関銃としては珍しく、三脚は必ずしも必要ではなく、射手が二脚で据え付けた本銃を、銃床を肩に当てた姿勢で射撃することが可能である。銃本体または二脚付きの本銃（後者で約32キログラム）を一名で持ち運ぶことも不可能ではない。さらに、二脚付きの本銃を腰だめ姿勢で射撃するデモンストレーションの映像も存在する。

## 派生型
6P49
車載型。6U37電気式トリガーを使用。

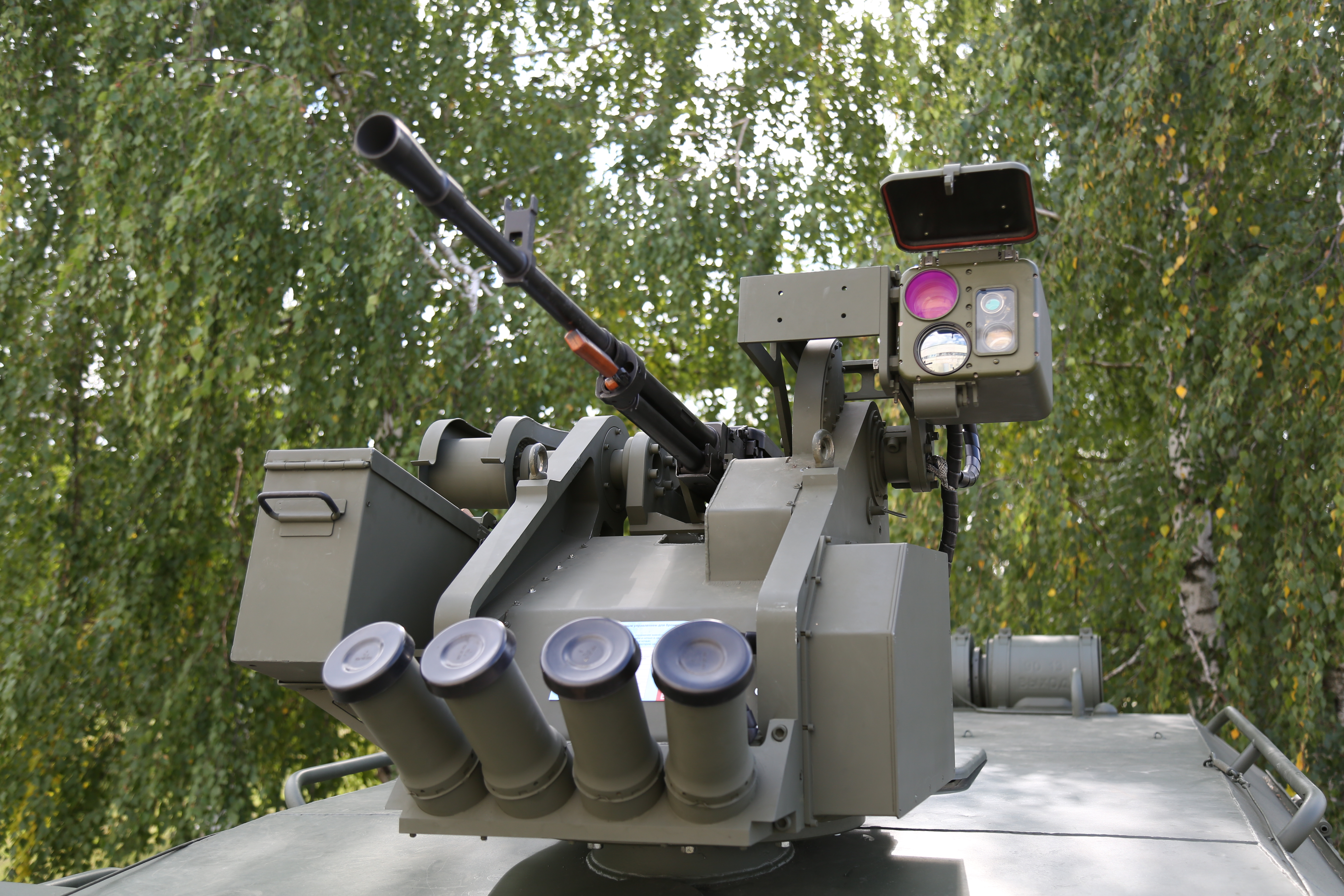
アルバレット-DMに搭載されたKord 6P49。マズルブレーキの代わりにラッパ形状のフラッシュハイダーが装着されている

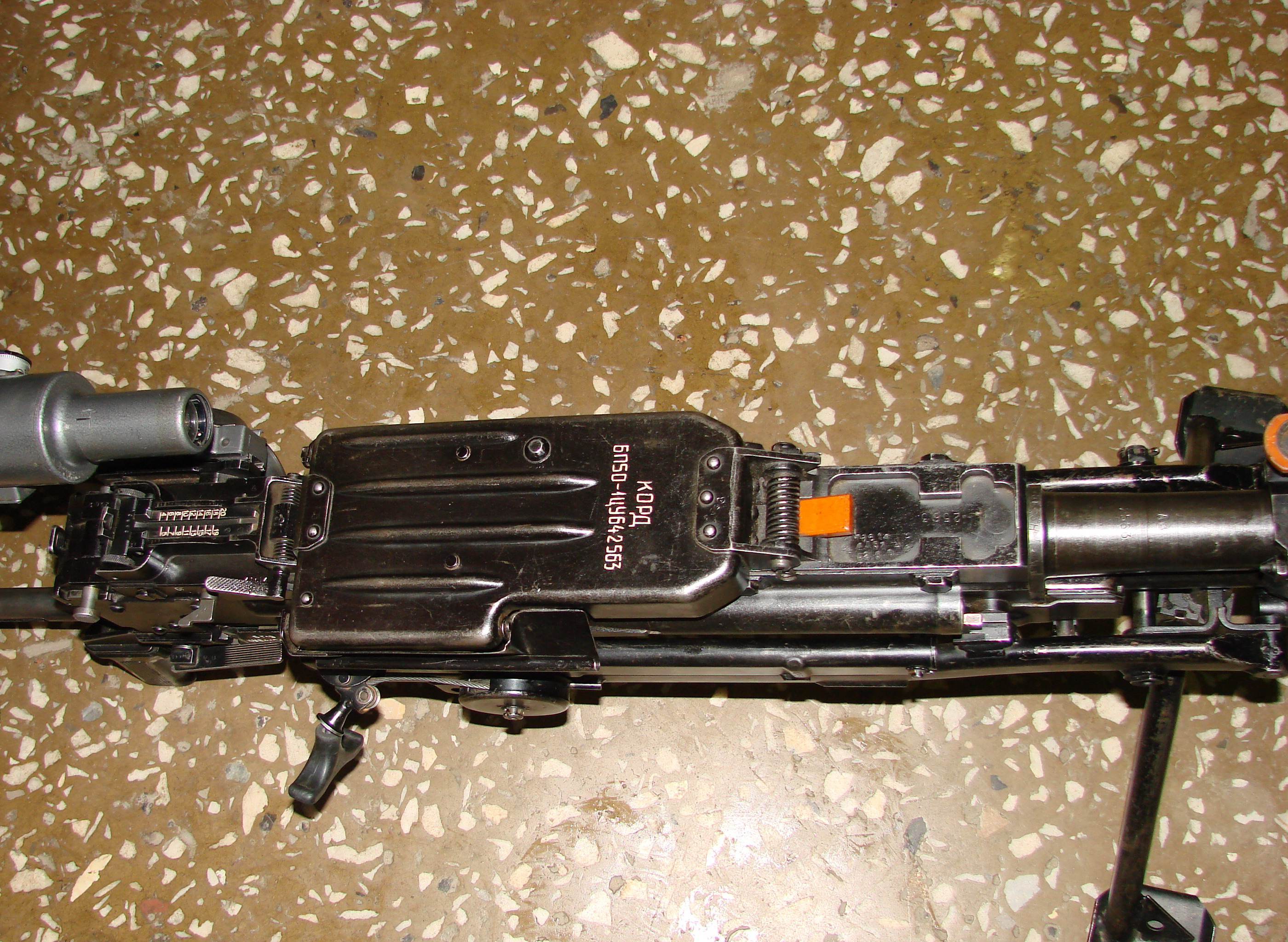
Kord 6P50機関部上面

RWSのアルバレット-DM用の機銃にも採用されている。
6P50
歩兵運用型。
6P51
同軸機銃・砲塔搭載型。6U37電気式トリガーを使用し、左側から給弾し前方に薬莢を排出する。
6P57（6P50-1）
歩兵運用型。6T19 バイポッドを使用。6T19はピストルグリップとスケルトンストックが一体となっているバイポッドで、-15°~+15°の範囲で仰角を調整可能。
6P58（6P50-2）
陣地設置・舟艇搭載型。6P57を6T16銃架に搭載。右側に排出した空薬莢の回収ボックスがある他、6T19のバイポッド部分を取り外して運用されている場合がある。
6P59（6P50-3）
陣地設置・舟艇搭載型。6P58の6T16銃架に支柱を取り付けた型。
6P60
歩兵運用型。6P57を6T20三脚に据えたモデル。

## 登場作品

### ゲーム
『バトルフィールドシリーズ』
『BF2』
T-90やMi-17に搭載されて登場する。
『BF2MC』
T-90に搭載されて登場する。
『BFBC』
防盾付きのものが様々なマップに配置されているほか、T-90やVodnikに搭載されて登場する。
『BFBC2』
「KORD重機関銃」という名称で登場する。キャンペーンでは防盾付きで登場するが、マルチプレイでは防盾なしのものが登場するほか、T-90や輸送車両に搭載されている。
『BF3』
キャンペーンではテクニカルに、マルチプレイではT-90AやBMP-2などの各種車両に搭載されている。また、T-90Aをアップグレードすることで同軸機銃として使用することも可能。
『BF4』
「.50 CAL」という名称で登場する。地上設置型や車載型など、様々な種類が登場する。